# Piéride bétique
Euchloe bazae
Espèce
Synonymes
- Euchloe charlonia bazae Fabiano, 1993

La Piéride bétique (Euchloe bazae) est une espèce de papillons de la famille des Pieridae endémique d'Espagne,,.

## Découverte
La Piéride bétique a été découverte pour la première fois près de Baza (province de Grenade, Andalousie, Espagne), en 1982. 
L'espèce Euchloe bazae a été décrite pour la première fois en 1993 par le lépidoptériste italien Filippo Fabiano (d), comme appartenant au sous-genre Elphinstonia Klots, 1930,, et initialement comme sous-espèce de la Piéride de la cléome sous le taxon Euchloe charlonia bazae.

## Étymologie
Son épithète spécifique, bazae, lui a été donnée en référence à sa localité type, Baza dans la province de Grenade en Andalousie (Espagne).

## Description
La Piéride bétique possède des ailes jaune soufré avec sur sa face supérieure l'apex des ailes antérieures noir et une tâche discoïdale noire. Elle est très proche d'Euchloe charlonia dont elle a longtemps été considérée comme une sous-espèce.

## Biologie
Euchloe bazae vit dans les milieux ouverts, secs et chauds, avec une végétation éparse,. Ces végétations broussailleuses peuvent être rattachées aux associations phytosociologiques Santolino-Gypsophiletum struthium et Rhamno-Cocciferetum pistacietosum qui se développent sur des gypses et des calcaires.
Sa chenille se nourrit des feuilles et des graines d'Eruca vesicaria et de Boleum asperum (es),.
Les papillons volent entre mars et mai.

## Distribution
Euchloe bazae est une espèce endémique d'Espagne et présent deux populations extrêmement localisées dans les régions de Grenade et de Lleida,,.
L'espèce est considérée comme vulnérable sur la liste rouge européenne,. Cependant, en considérant les recherches récentes estimant la taille de la population (> 10 000 adultes), l'UICN évalue l'espèce comme étant de préoccupation mineure. Il n'y a cependant pas d'informations permettant d'évaluer la tendance des populations, et il est connu que les populations présentes dans la région de Lleida sont bien plus petites.

## Liste des sous-espèces
Selon BioLib (27 janvier 2022) :
- sous-espèce Euchloe bazae bazae Fabiano, 1993
- sous-espèce Euchloe bazae iberae Back, Olivares & Leestmans, 2005

## Publication originale
- (en) F. Fabiano, « A new subspecies of Euchloe charlonia Donzel (1842) from southern Spain: bazae ssp. nov. (Lepidoptera, Pieridae) », Linneana Belgica, Belgique, vol. 14, no 4,‎ 1993, p. 205-216 (ISSN 0024-4090).